# Негулешти (Њамц)
Негулешти (рум. Negulești) насеље је у Румунији у округу Њамц у општини Пиатра Шоимулуј. Oпштина се налази на надморској висини од 361 m.

## Становништво
Према подацима из 2002. године у насељу је живело 647 становника, од којих су сви румунске националности.